# Bradysaurus
Bradysaurus war ein Pflanzen fressendes Reptil. Seine Fossilien wurden in etwa 265 bis 260,5 Millionen Jahre altem Gestein in Südafrika entdeckt.
Die Körperlänge von Bradysaurus beträgt etwa 2,5 m, sein Schädel misst ca. einen halben Meter.
Er bewegte sich quadruped (vierbeinig) fort. Wie auch andere Pareiasauriden war das Tier stämmig und muskulös gebaut und besaß im Vergleich zur gesamten Körperlänge einen relativ kurzen Schwanz. Sein Kiefer weist die für damalige Pflanzenfresser typische Bezahnung auf.
Bradysaurus ernährte sich als herbivorer Pareiasauridae von Sträuchern und Farnen. Zum gegenseitigen Schutz lebte er in Herden. Dadurch konnte er sich besser gegen potenzielle Fressfeinde wie beispielsweise Gorgonopsiden oder anderen fleischfressenden Theriodontia verteidigen.
Innerhalb der Gattung Bradysaurus sind mit Bradysaurus baini und Bradysaurus seeleyi zwei Arten bekannt.